# Lake (stacja metra)
Lake - naziemna stacja metra, na linii A w Los Angeles znajdująca się przy skrzyżowaniu North Lake Avenue i Maple Street/Corson Street w mieście Pasadena. Stacja znajduje się pomiędzy pasami autostrady międzystanowej nr 210 (Interstate 210).
Wystrój stacji nazwany został Everyday People. 
Stacja wyposażona jest w płatny parking typu Park&Ride na 100 miejsc postojowych.

## Godziny kursowania
Tramwaje jeżdżą w przybliżeniu pomiędzy 4:30 a 23:45 w nocy. Tramwaje kursują z częstotliwością co osiem minut w godzinach szczytu od poniedziałku do piątku. W tygodniu w ciągu dnia i w weekendy w godzinach od 7 do 19 tramwaje jeżdżą co dziesięć minut. W nocy i wczesnym rankiem  tramwaje wykonują kursy z częstotliwością dziesięciominutową każdego dnia.

## Połączenia autobusowe
Od dnia 16 czerwca 2023 roku, są dostępne następujące połączenia:
- Los Angeles Metro Bus: 662
- LADOT Commuter Express: 549
- Pasadena Transit: 20, 40

## Atrakcje turystyczne
- Ice House
- Carnegie Observatories
- Lake Shopping Districts
- Pasadena Playhouse District